# Movimiento por los Derechos Humanos y la Democracia
El Movimiento por los Derechos Humanos y la Democracia (HRDM por sus siglas en inglésː Human Rights and Democracy Movement) es un partido político tongano. Su líder es Uliti Uata.

## Historia
El HRDM fue fundado a fines de la década de 1970 como un grupo de tonganos interesados en la reforma democrática. Se formalizó en 1992 como el "Movimiento Pro-democracia" y disputó varias elecciones bajo ese nombre. En octubre de 1998, cambió su nombre a "Movimiento por los Derechos Humanos y la Democracia".
En noviembre de 1992, el entonces "Movimiento Pro-democracia" celebró una convención constitucional que discutió la estructura y la historia de la Constitución de Tonga. Una convención que se realizó nuevamente en 1999, pero que tuvo menos éxito.
En el período previo a las elecciones de 2010, varios miembros del HRDM, incluyendo al ex Primer Ministro Akilisi Pohiva, fundaron el Partido Democrático de las Islas Amigas.

## Elecciones

### Elecciones de 1999
En las elecciones de 1999, los candidatos alineados con el HRDM obtuvieron cinco escaños en la Asamblea Legislativa de Tonga, los resultados fueron una desilusión para el HRDM, que esperaba obtener al menos siete.

### Elecciones de 2002
En las elecciones de 2002, los partidarios del HRDM obtuvieron siete de los nueve escaños reservados para plebeyos. En las elecciones de 2005 también ganaron siete escaños, y después de las elecciones, los representantes del pueblo alineados con HRDM, Feleti Sevele y Sione Haukinima, fueron nombrados para el gabinete. Sevele más tarde se convirtió en el primer plebeyo en servir como Primer ministro de Tonga.

### Elecciones de 2008
En las elecciones del 2008, se obtuvieron solamente 4 escaños en la Asamblea Legislativa.